# اوژنیوس یکم

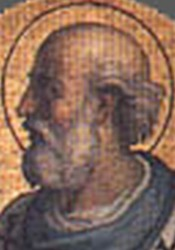

پاپ اوژنیوس (به انگلیسی: Pope Eugene I) یکی از پاپ‌های کلیسای کاتولیک رم بود که در ایتالیا به دنیا آمد و بین سال‌های ۶۵۴ تا ۶۵۷ میلادی پاپ بود.